# Ultimate Kylie
Ultimate Kylie je třetí kompilace australské zpěvačky Kylie Minogue, vydané v listopadu 2004 hudebním vydavatelstvím Parlophone. Toto album podařilo na kompilaci Kylie Greatest Hits (1992) a kompilaci Hits+ (2000).

## Seznam skladeb
| CD 1   | CD 1                                     | CD 1                                     | CD 1                       | CD 1  |
| Pořadí | Název                                    | Autor                                    | Producent(i)               | Délka |
| ------ | ---------------------------------------- | ---------------------------------------- | -------------------------- | ----- |
| 1.     | Better the Devil You Know                | Mike Stock, Matt Aitken, Pete Waterman   | Stock Aitken Waterman      | 3:53  |
| 2.     | The Loco-Motion (7" mix)                 | Gerry Goffin, Carole King                | Stock Aitken Waterman      | 3:14  |
| 3.     | I Should Be So Lucky                     | Stock, Aitken, Waterman                  | Stock Aitken Waterman      | 3:24  |
| 4.     | Step Back in Time                        | Stock, Aitken, Waterman                  | Stock Aitken Waterman      | 3:04  |
| 5.     | Shocked (DNA 7" mix featuring Jazzi P)   | Stock, Aitken, Waterman, Pauline Bennett | Stock Aitken Waterman, DNA | 3:09  |
| 6.     | What Do I Have to Do (7" mix)            | Stock, Aitken, Waterman                  | Stock Aitken Waterman      | 3:33  |
| 7.     | Wouldn't Change a Thing                  | Stock, Aitken, Waterman                  | Stock Aitken Waterman      | 3:14  |
| 8.     | Hand on Your Heart                       | Stock, Aitken, Waterman                  | Stock Aitken Waterman      | 3:51  |
| 9.     | Especially for You (s Jasonem Donovanem) | Stock, Aitken, Waterman                  | Stock Aitken Waterman      | 3:56  |
| 10.    | Got to Be Certain                        | Stock, Aitken, Waterman                  | Stock Aitken Waterman      | 3:19  |
| 11.    | Je Ne Sais Pas Pourquoi                  | Stock, Aitken, Waterman                  | Stock Aitken Waterman      | 4:01  |
| 12.    | Give Me Just a Little More Time          | Edyth Wayne, Ronald Dunbar               | Stock, Waterman            | 3:06  |
| 13.    | Never Too Late                           | Stock, Aitken, Waterman                  | Stock Aitken Waterman      | 3:21  |
| 14.    | Tears on My Pillow                       | Sylvester Bradford, Al Lewis             | Stock Aitken Waterman      | 2:29  |
| 15.    | Celebration                              | Robert Bell, James Taylor                | Phil Harding, Ian Curnow   | 3:57  |

| CD 2   | CD 2                                      | CD 2                                                                                     | CD 2                        | CD 2  |
| Pořadí | Název                                     | Autor                                                                                    | Producent(i)                | Délka |
| ------ | ----------------------------------------- | ---------------------------------------------------------------------------------------- | --------------------------- | ----- |
| 1.     | I Believe in You                          | Kylie Minogue, Jake Shears, Babydaddy                                                    | Shears, Babydaddy           | 3:21  |
| 2.     | Can't Get You Out of My Head              | Cathy Dennis, Rob Davis                                                                  | Dennis, Davis               | 3:49  |
| 3.     | Love at First Sight                       | Minogue, Richard Stannard, Julian Gallagher, Ash Howes, Martin Harrington                | Stannard, Gallagher         | 3:57  |
| 4.     | Slow                                      | Minogue, Dan Carey, Emilíana Torrini                                                     | Sunnyroads                  | 3:13  |
| 5.     | On a Night Like This                      | Steve Torch, Graham Stack, Mark Taylor, Brian Rawling                                    | Stack, Taylor               | 3:33  |
| 6.     | Spinning Around                           | Ira Shickman, Osborne Bingham, Kara DioGuardi, Paula Abdul                               | Mike Spencer                | 3:27  |
| 7.     | Kids (s Robbie Williamsem)                | Williams, Guy Chambers                                                                   | Steve Power                 | 4:20  |
| 8.     | Confide in Me                             | Steve Anderson, Dave Seaman, Owain Barton                                                | Brothers in Rhythm          | 4:26  |
| 9.     | In Your Eyes                              | Minogue, Stannard, Gallagher, Howes                                                      | Stannard, Gallagher         | 3:18  |
| 10.    | Please Stay                               | Minogue, Stannard, Gallagher, John Themis                                                | Stannard, Gallagher         | 4:08  |
| 11.    | Red Blooded Woman                         | Johnny Douglas, Karen Poole                                                              | Douglas, Poole              | 4:20  |
| 12.    | Giving You Up                             | Miranda Cooper, Brian Higgins, Tim Powell, Lisa Cowling, Paul Woods, Nick Coler, Minogue | Higgins, Xenomania          | 3:30  |
| 13.    | Chocolate                                 | Douglas, Poole                                                                           | Douglas, Poole              | 4:01  |
| 14.    | Come into My World                        | Dennis, Davis                                                                            | Dennis, Davis               | 4:06  |
| 15.    | Put Yourself in My Place                  | Jimmy Harry                                                                              | Harry                       | 4:11  |
| 16.    | Did It Again                              | Minogue, Anderson, Seaman                                                                | Brothers in Rhythm          | 4:14  |
| 17.    | Breathe                                   | Minogue, Dave Ball, Ingo Vauk                                                            | Ball, Vauk                  | 3:40  |
| 18.    | Where the Wild Roses Grow (s Nickem Cave) | Cave                                                                                     | Tony Cohen, Victor Van Vugt | 3:57  |